# Beatty (Nevada)
Beatty es un lugar designado por el censo ubicado en el condado de Nye en el estado estadounidense de Nevada. En el año 2000 tenía una población de 1.154 habitantes y una densidad poblacional de 2,5 personas por km².

## Geografía
Beatty se encuentra ubicado en las coordenadas 36°54′34″N 116°45′16″O / 36.90944, -116.75444.

## Demografía
Según la Oficina del Censo en 2000 los ingresos medios por hogar en la localidad eran de $41.250, y los ingresos medios por familia eran $52.639. Los hombres tenían unos ingresos medios de $44.438 frente a los $25.962 para las mujeres. La renta per cápita para la localidad era de $16.971. Alrededor del 13,4% de la población estaban por debajo del umbral de pobreza.